# Mohamed Boussaïd
Pour les articles homonymes, voir Boussaïd.
Ne doit pas être confondu avec Mohamed Bousaïd.
Mohamed Boussaïd est un haut fonctionnaire et homme politique marocain né le 26 septembre 1961 à Fès. Plusieurs fois Ministre dans le gouvernement de Driss Jettou et de Abbas El Fassi, il est par la suite Wali de la région de Casablanca.  
En octobre 2013, il devient ministre de l'Économie et des Finances dans le gouvernement Benkiran. Il est reconduit par Saâdeddine El Othmani jusqu'au 1er août 2018.

## Biographie
Né en 1961 dans la médina de Fès, il commence tout d'abord dans une école publique de Fès où il reste jusqu'au bac décroché en sciences mathématiques en 1980, au lycée Moulay Driss. À partir de là, il s’envole pour la France pour continuer ses études.
En 1986, Boussaïd obtient un diplôme d'ingénieur de l'École des Ponts ParisTech qui portait alors comme nom École nationale des ponts et chaussées. Entre 1986 et 1992, Il exerce en tant qu'ingénieur au conseil de la banque commercial du Maroc. Ensuite de 1992 à 1994, il exerce les fonctions de directeur général adjoint d'une société marocaine spécialisé dans la production,. 
Entre 1994 et 1995, il est chargé de portefeuille à la Banque Marocaine du commerce et de l'Industrie. De 1995 à 1998, il occupe ensuite le poste du chef du cabinet du ministre des travaux publics puis du ministre de l'agriculture et ensuite de l'équipement et de l'environnement,.
De 1998 à 2001, il devient directeur des programmes et des études au Ministère de l’Équipement. Pendant qu'il occupe ce poste, Boussaïd réussit à obtenir un MBA à l'École nationale des ponts et chaussées en 2000,.
À partir de 2001 jusqu'en 2004, il occupe le poste de directeur des établissements publics et des participations, et devient ensuite directeur des entreprises publiques et de la privatisation au Ministère des Finances et de la Privatisation,.
Il a ensuite occupé le poste de ministre chargé de la modernisation des secteurs publics en 2004 dans le gouvernement Jettou II et ministre du Tourisme et de l'Artisanat dans le gouvernement Abbas El Fassi du 15 octobre 2007 au 4 janvier 2010 après le remaniement effectué par le roi Mohamed VI.
Le 1er mars 2010, il est nommé par le roi Mohammed VI wali de la région de Souss-Massa-Drâa et gouverneur de la préfecture d'Agadir Ida-Outanane, en remplacement de Rachid Filali Amine,.
Le 11 mai 2012, Wali de la région du Grand Casablanca et gouverneur de la préfecture de Casablanca en remplaçant Mohamed Halab.
Le 11 octobre 2013 il est nommé ministre de l’Économie et des Finances dans le gouvernement Benkiran II en remplacement de Nizar Baraka et à la suite du départ du parti de l'Istiqlal de la coalition du gouvernement. Il est limogé le 1er août 2018 et remplacé par Mohamed Benchaâboun.